# Mjölkuv
Mjölkuv (Ketupa lactea) är en fågel i familjen ugglor inom ordningen ugglefåglar.

## Utseende och läte
Mjölkuven är en mycket stor gråaktig uggla med mörka linjer som ramar in ansiktet. Vidare har den en ljus näbb och stora mörka ögon som kontrasterar med märkligt skära ögonlock. Lätet är ett djupt och gutturalt stönande.

## Utbredning och systematik
Fågeln förekommer i Afrika, söder om Sahara. Den behandlas som monotypisk, det vill säga att den inte delas in i några underarter.

### Släktestillhörighet
Arten placeras traditionellt i Bubo, men flera genetiska studier visar arterna i släktet inte står varandra närmast. Mjölkuven med släktingar förs därför allt oftare, som här, till fiskuvarna i släktet Ketupa.

## Levnadssätt
Mjölkuven hittas i alltifrån torr savann till skogsmarker och flodnära skogar. Den föredrar områden med vissa stora träd vari den vilar och häckar. Fågeln jagar medelstora däggdjur, men har också noterats döda konkurrenter, som afrikansk fiskuggla.

## Status och hot
Arten har ett stort utbredningsområde, men tros minska i antal, dock inte tillräckligt kraftigt för att den ska betraktas som hotad. Internationella naturvårdsunionen IUCN listar arten som livskraftig (LC).

## Bilder

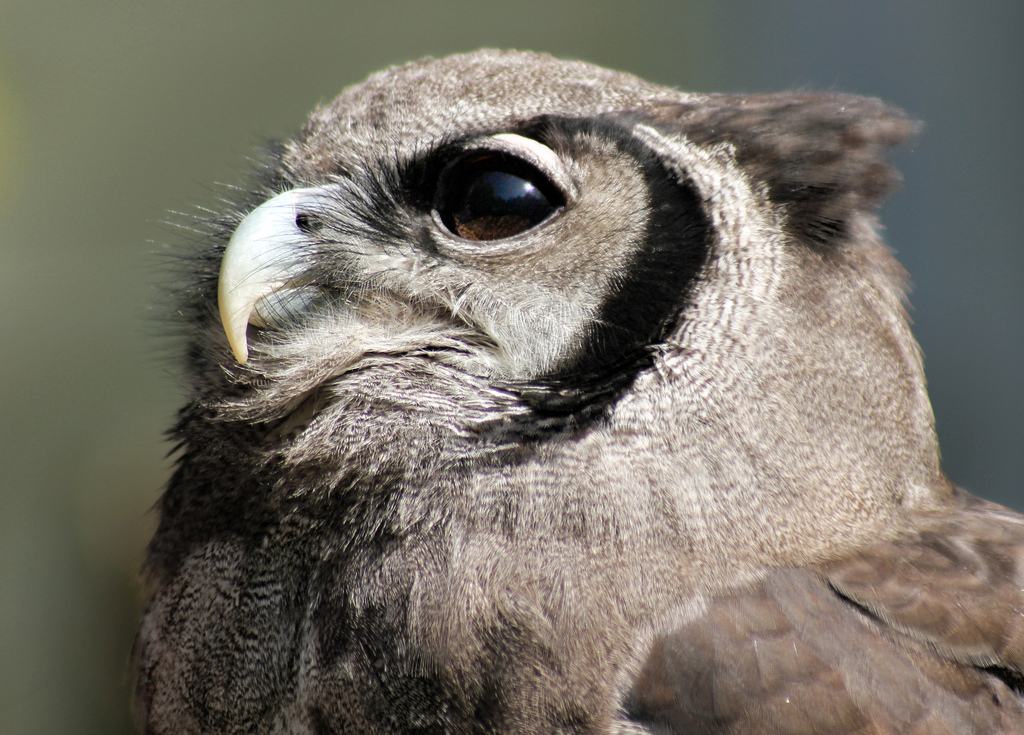
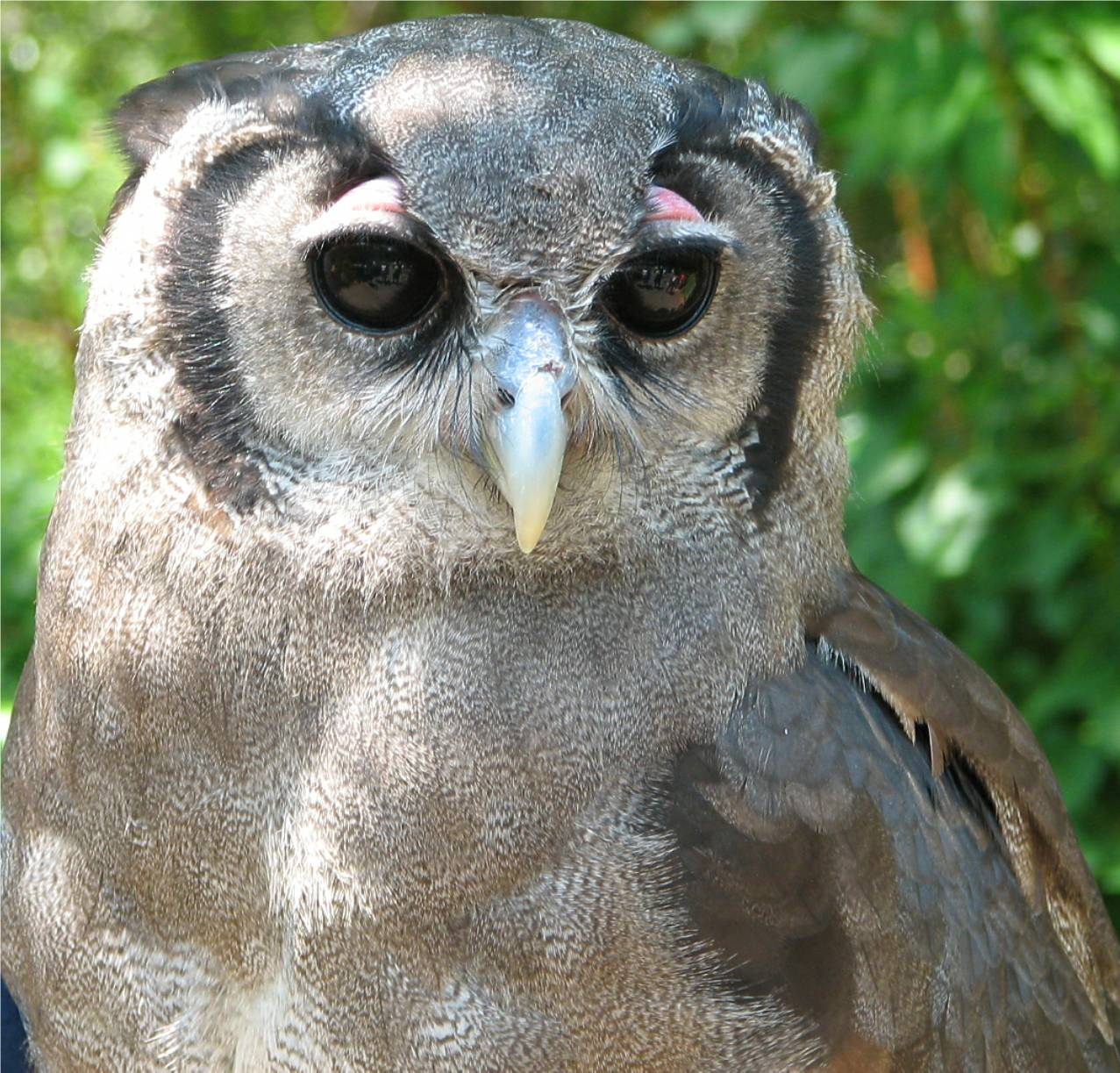
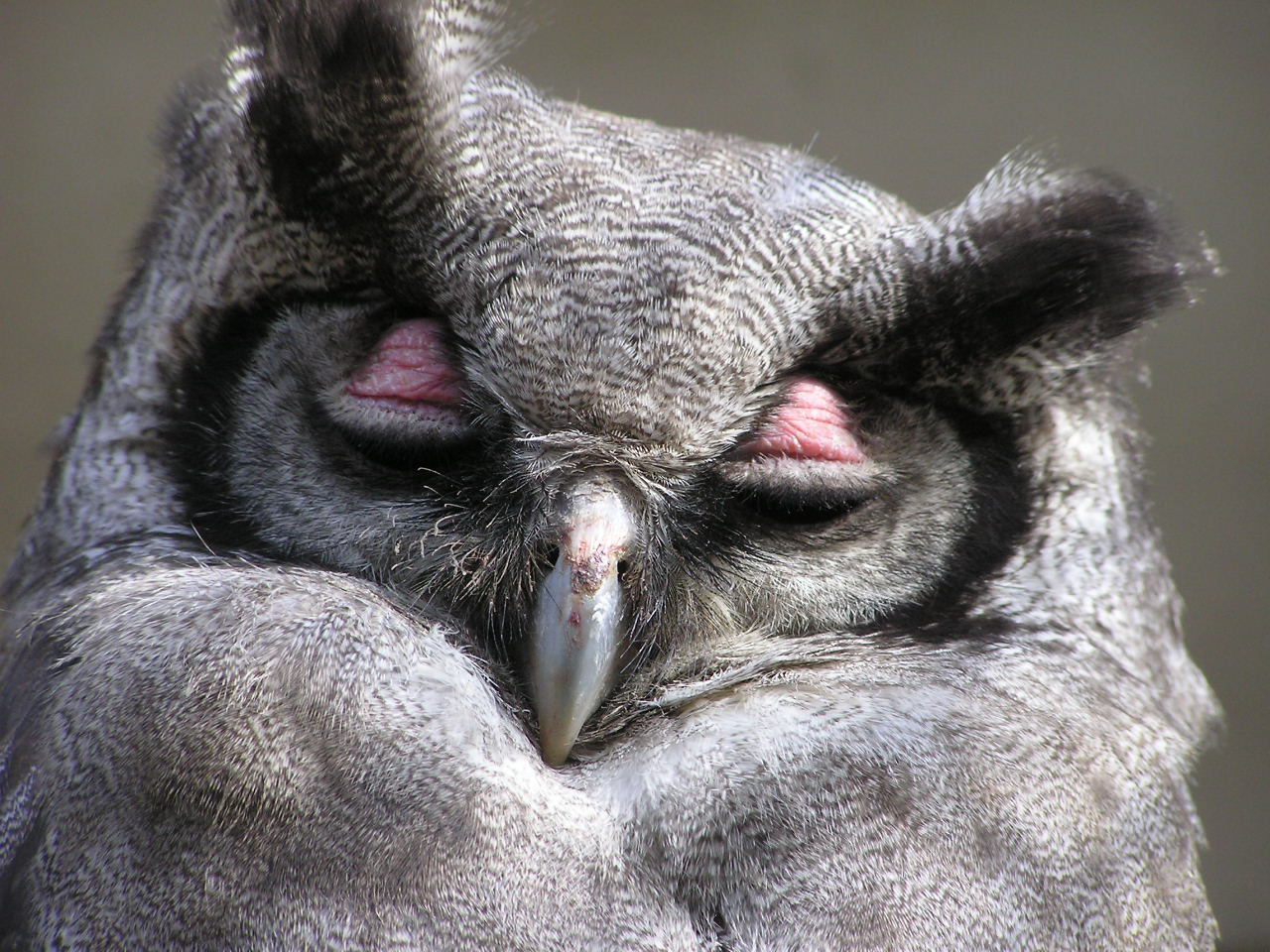
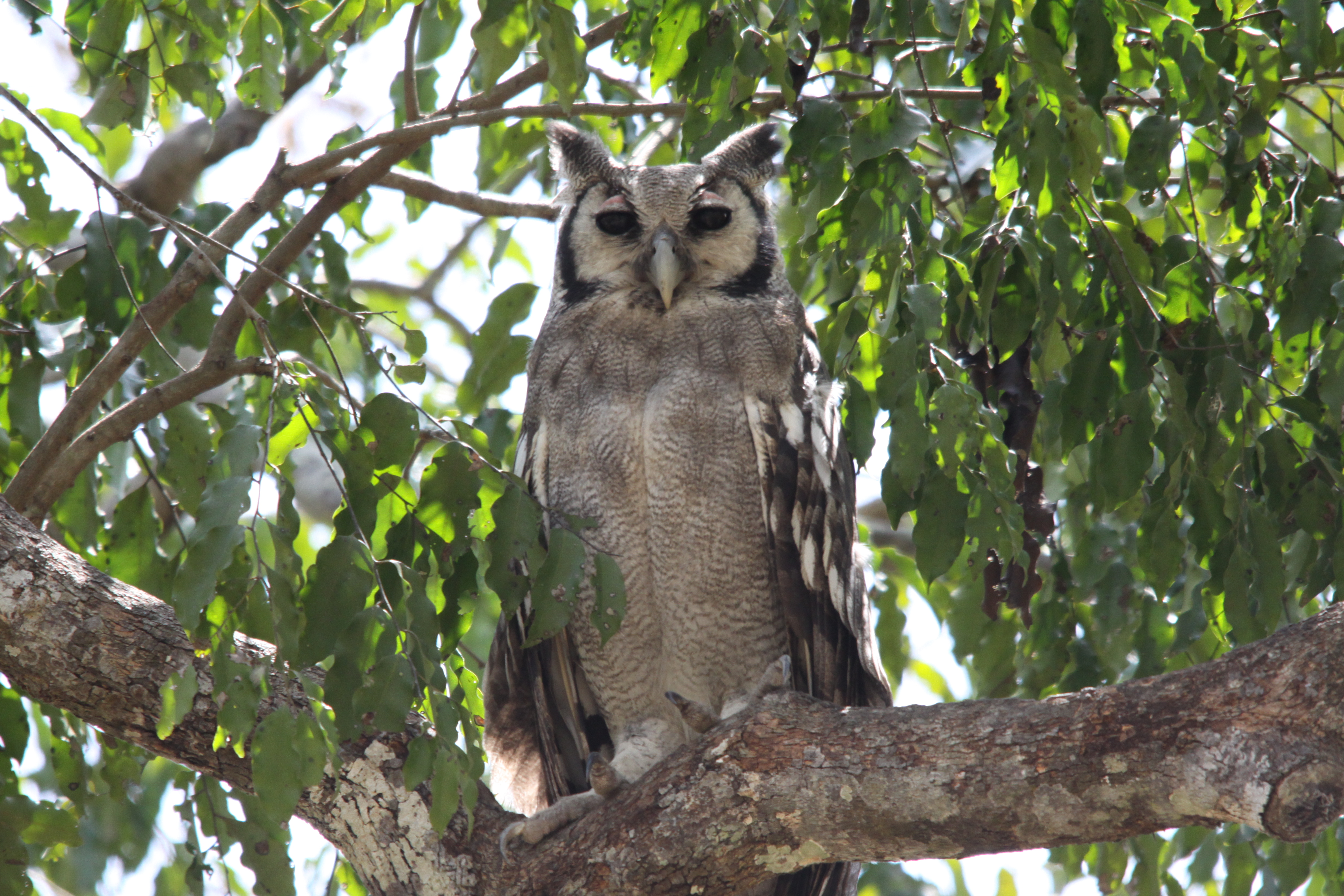
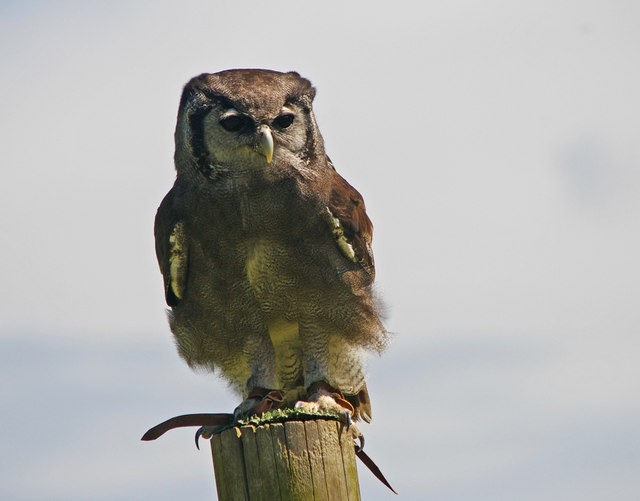
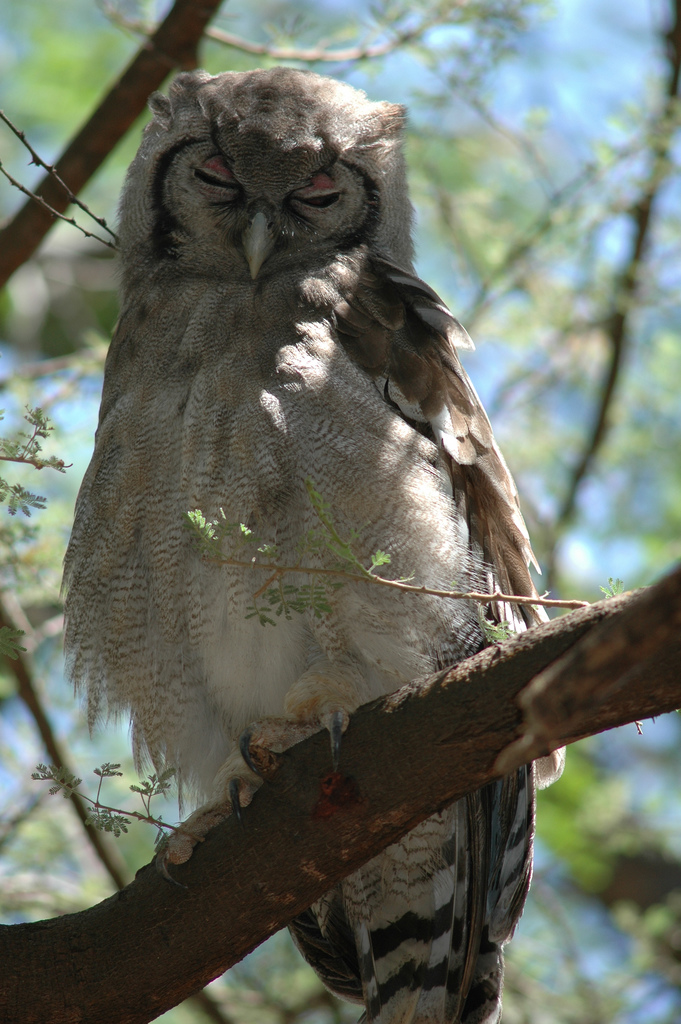